# No. 225 Squadron RAF
Il No. 225 Squadron RAF fu costituito il 1º aprile 1918 ad Alimini, nei dintorni di Otranto e poi ad Andrano come Camel Flight, nel No. 66 Wing del Royal Naval Air Service (RNAS) di Otranto, e fu equipaggiato con caccia biplani Sopwith Camel per scortare missioni di bombardamento contro obiettivi in Albania e Montenegro. A settembre è stato suddiviso in n. 481, 482 e 483 Flights. Cessate le ostilità della prima guerra mondiale, lo Squadron venne sciolto il 18 dicembre 1918.
L'11 ottobre 1939 lo Squadron fu ricostituito presso la base RAF di Odiham dalla sezione 'B' del No. 614 Squadron RAF, su velivoli leggeri da ricognizione Westland Lysander. Nel 1942 lo Squadron transitò sugli Hawker Hurricane e poi sui North American Mustang. Dopo la partecipazione all'invasione Alleata della Tunisia lo Squadron iniziò il passaggio ai Supermarine Spitfire nel gennaio 1943.
Nel settembre 1944, dopo l'invasione della Francia meridionale, lo Squadron tornò in Italia, dove rimase fino allo scioglimento avvenuto il 7 gennaio 1947.
Venne ricostituito l'ultima volta il 1º gennaio 1960 dalla Joint Experimental Helicopter Unit operante sui Bristol Sycamore e Westland Whirlwind. Lo Squadron fu basato ad Andover fino allo spostamento a Odiham nel maggio 1960, e poi in Malaysia nel novembre 1963. Lo Squadron si sciolse il 1º novembre 1965.

## Mezzi aerei impiegati

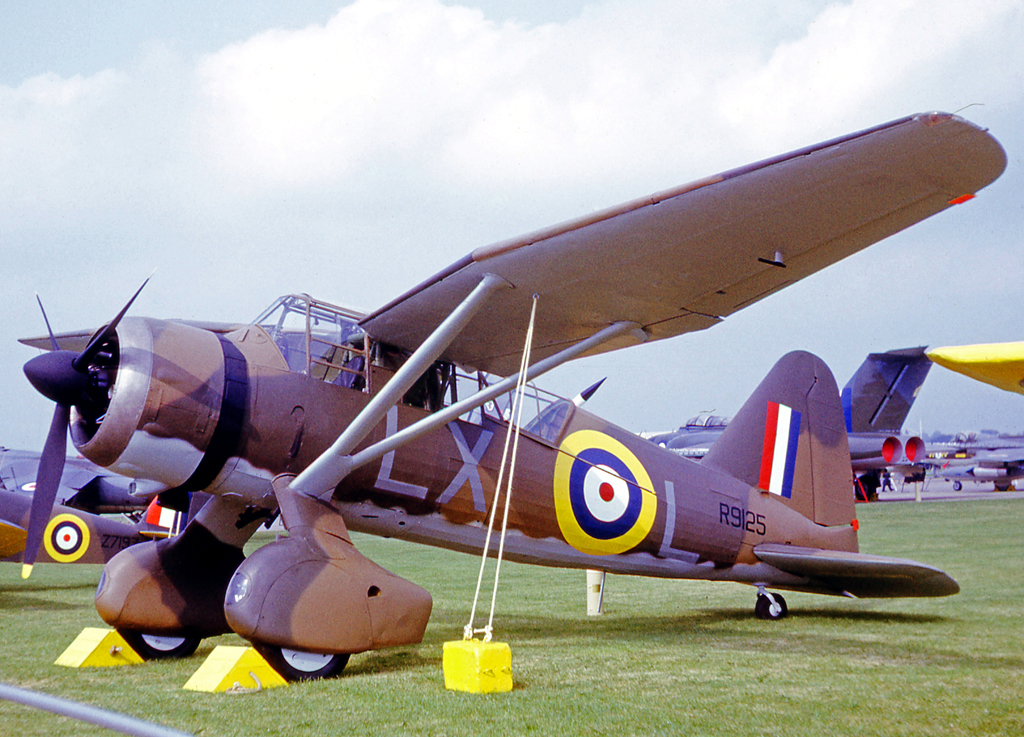
Un Westland Lysander III conservato con il marchio dello squadron n. 225 nel 1968. Questo velivolo aveva servito lo squadron nel 1940

### Ad ala fissa
- 1918 Sopwith 1½ Strutter
- 1918 Hamble Baby Convert
- 1918 Sopwith Camel
- 1939-1940 Westland Lysander II
- 1940-1942 Westland Lysander III
- 1942 Hawker Hurricane II & IIC
- 1942 North American Mustang I
- 1942-1943 Hawker Hurricane IIB
- 1943 Supermarine Spitfire VB
- 1943 North American Mustang II
- 1943-1945 Supermarine Spitfire VC
- 1944-1946 Supermarine Spitfire IC

### Ad ala rotante
- 1960-1962 Bristol Sycamore HC14
- 1960-1962 Westland Whirlwind HC2
- 1961-1965 Westland Whirlwind HC10

## Membri conosciuti
- Leonard E.H. Williams, CBE DFC (1919-2007), ricongiunto nel 2003 con i rottami del suo Spitfire MH 768 ritrovati a Galciana in Toscana.

## Curiosità
Lo Spitfire Mk.IX EN 199, ultimo superstite degli aeroplani che volarono con il 225 Squadron in Italia, è stato sottoposto a restauro negli anni novanta ed ora è visibile al Malta Aviation Museum.